# Stefan Böntert
Stefan Böntert (* 1969 in Dorsten) ist ein deutscher katholischer Theologe.

## Leben
Er studierte Theologie in Münster und Innsbruck. Seit 1997 ist er Priester der Diözese Münster, nach der Priesterweihe Kaplan in Sendenhorst. 2000–2005 Domvikar und Privatsekretär des Bischofs von Münster. Nach der Promotion 2005 an der Katholisch-Theologischen Fakultät der Universität Münster und der Habilitation 2009 im Fach Liturgiewissenschaft an der Katholisch-Theologischen Fakultät der Universität Erfurt vertrat im Studienjahr 2008/2009 den Lehrstuhl an der Katholisch-Theologischen Fakultät der Ruhr-Universität Bochum, wo er seit 2009 als Professor für Liturgiewissenschaft lehrt. Seit Wintersemester 2006/2007 hatte er Lehraufträge in Erfurt. 

## Schriften (Auswahl)
- Verkündet es von den Dächern. Neue Medien und Pfarrgemeinde (= Feiern mit der Bibel. Band 15). Verl. Kath. Bibelwerk, Stuttgart 2002, ISBN 3-460-08015-9.
- Gottesdienste im Internet. Perspektiven eines Dialogs von Internet und Liturgie. Kohlhammer, Stuttgart 2005, ISBN 3-17-018874-7 (zugleich Dissertation, Münster 2005).
- Rom – Wo der Himmel der Erde so nahe ist. Ein geistlicher Pilgerbegleiter. Verl. Kath. Bibelwerk, Stuttgart 2006, ISBN 3-460-31840-6.
- als Herausgeber mit Franz-Peter Tebartz-van Elst: Gemeinden geistlich gründen. Anregungen für Liturgie und Pastoral. Dialogverlag, Münster 2007, ISBN 978-3-937961-51-4.
- als Herausgeber: Objektive Feier und subjektiver Glaube? Beiträge zum Verhältnis von Liturgie und Spiritualität (= Studien zur Pastoralliturgie. Band 32). Pustet, Regensburg 2011, ISBN 3-7917-2373-1.
- Friedlicher Kreuzzug und fromme Pilger. Liturgiehistorische Studien zur Heilig-Land-Wallfahrt im Spiegel deutschsprachiger Pilgerberichte des späten 19. Jahrhunderts  (= Liturgia Condenda. Band 27). Peeters, Leuven/Paris/Walpole 2013, ISBN 978-90-429-2666-0 (zugleich Habilitationsschrift, Erfurt 2009).
- als Herausgeber: Gemeinschaft im Danken. Grundfragen der Eucharistiefeier im ökumenischen Gespräch (= Studien zur Pastoralliturgie. Band 40). Pustet, Regensburg 2015, ISBN 3-7917-2677-3.